# Vierjniadzvinsk
Vierjniadzvinsk (en bielorruso: Верхнядзвінск, romanizado: Vierchniadzvinsk) o también Verjnedvinsk (en ruso: Ушачи) es una ciudad bielorrusa perteneciente al óblast de Vítebsk. Situada en el norte del país, Vierjniadzvinsk es la capital del raión homónimo.

## Toponimia
En todos los idiomas de importancia local, el asentamiento se conoce con otros nombres (en polaco: Uszacz; en lituano: Ušačai; en yidis: אושאצ'י‎). Hasta 1962, su nombre era Drisa (en bielorruso: Дрыса, romanizado: Drysa; en ruso: Верхнедвинск).

## Geografía
Vierjniadzvinsk está ubicado en la confluencia del río Drisa y el río Daugava, 156 km al noroeste de Vítebsk. 

## Historia
Drisa se menciona por primera vez en una crónica del año 1386 cuando, durante una guerra, el castillo de Drisa fue ocupado por Andrei, voivoda de Polatsk. Durante el período medieval formó parte del principado de Pólotsk, el Gran Ducado de Lituania y la Mancomunidad Polaco-Lituana.En la primera mitad del siglo XVI fue un importante centro comercial en el Daugava occidental y propiedad real. La actividad de la población era la compra y venta de madera. En 1547 se estableció allí un puesto de aduanas. Durante la guerra de Livonia (1558-1583), Sigismund von Herberstein reconstruyó el castillo aquí en 1563. Ese mismo año la ciudad fue capturada y destruida por los invasores moscovitas, siendo liberado por Esteban I Báthory en 1583.
Después de la primera partición de Polonia en 1772, la ciudad se convirtió en parte del Imperio ruso y fue construida según un plan regular. Desde 1801 Drisa fue el centro del uyezd homónimo de la gobernación de Vítebsk, y durante la invasión napoleónica de Rusia de 1812 fue el sitio de un campamento fortificado descrito por León Tolstoi en el Libro tercero de Guerra y paz. La línea ferroviaria Pólatsk-Dvinsk, que pasa cerca de Drisa, se puso en funcionamiento en 1866 y la estación de Drisa se convirtió en uno de los principales centros de exportación de lino.
En 1912 se erigió un obelisco en memoria de los soldados que murieron durante la guerra contra la Grande Armée de Napoleón, un siglo antes. El 25 de marzo de 1918, según la Tercera Carta Constitucional, Drisa fue declarada parte de la República Popular de Bielorrusia. Después del fin de la revolución rusa de 1917, la ciudad fue anexionada primero a la RSFS de Rusia y luego, en 1924, a la República Socialista Soviética de Bielorrusia. Ese mismo año se convirtió en centro de un raión, al año siguiente adquirió el estatus de asentamiento de tipo urbano y el 27 de septiembre de 1938, el de ciudad.
Durante la Segunda Guerra Mundial, el lugar fue ocupada por Alemania el 3 de julio de 1941 y la mayor parte de la población local fue masacrada.Drisa fue liberada el 12 de julio de 1944 por el Ejército Rojo. Después de la guerra, Drisa fue reconstruida y el 25 de diciembre de 1962, Drisa pasó a llamarse Vierjniadzvinsk.

## Demografía
La evolución de la población de Vierjniadzvinsk entre 1848 y 2023 fue la siguiente:
| 1036                                                          | 4238 | 2785 | 2247 | 2700 | 3596 | 5083 | 6279 | 7672 | 8000 | 7360 | 7254 | 7320 | 6883 |
| (Fuente: Censos soviéticos y de la Bielorrusia independiente) |      |      |      |      |      |      |      |      |      |      |      |      |      |

Según un censo de 1939, los bielorrusos eran el 57,33% de la población; los judíos, el 30,14%; los rusos, el 9,43%; y los ucranianos, el 2,08%.

## Economía
En la zona industrial de Vierjniadzvinsk hay una fábrica de corte de lino (de las primeras construidas en Bielorrusia), fábricas de alimentos y una fábrica de productos artísticos.

## Infraestructura

### Transporte
En Vierjniadzvinsk hay una estación de tren de la línea Pólatsk-Bigosava. Por el pueblo también pasa la autopista P20 (Vítebsk-Pólatsk-frontera con Letonia). Hasta la década de 1920, la ciudad contaba con un puerto fluvial sobre el río Daugava.  

## Galería

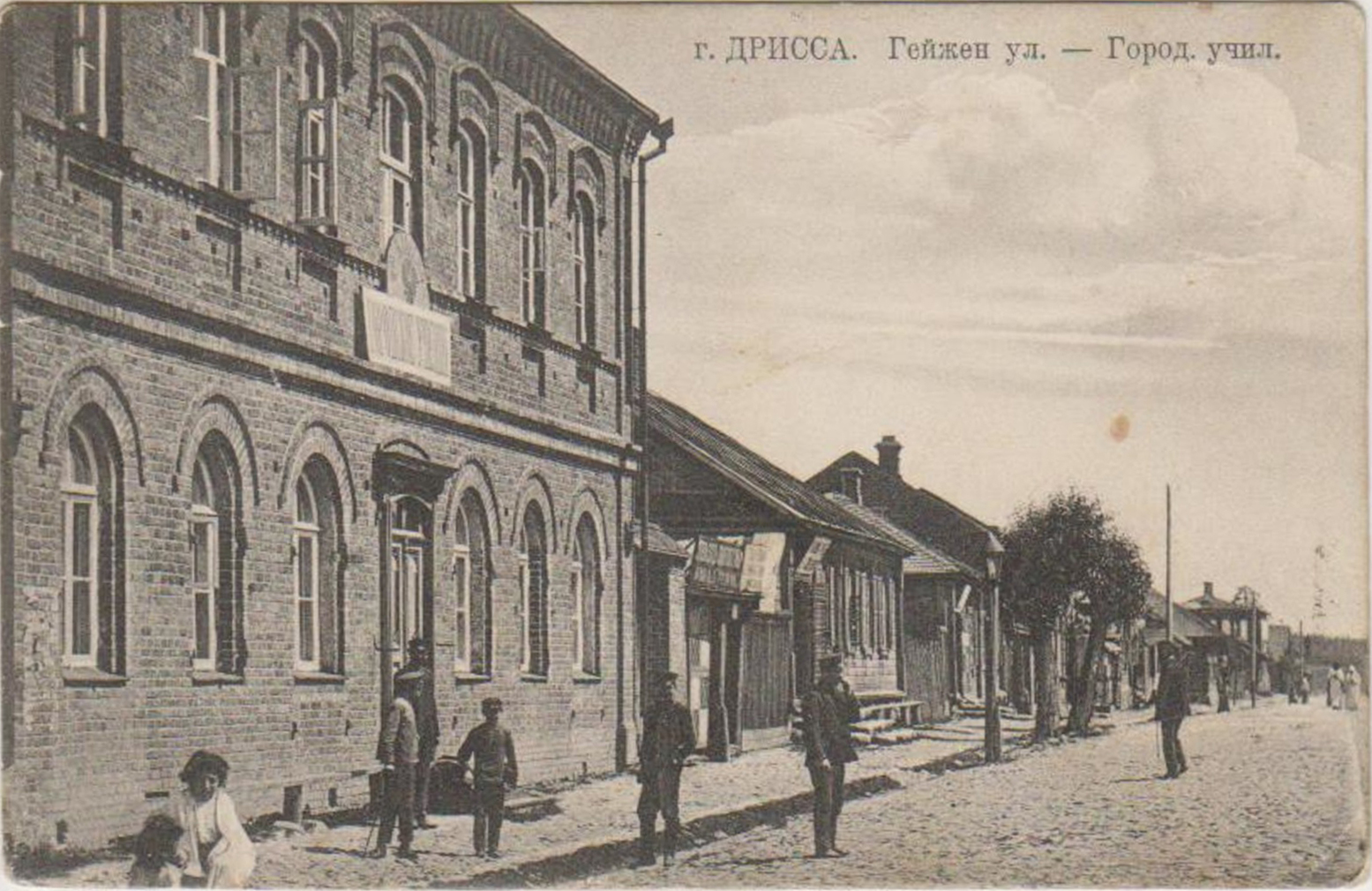
Calle de Drisa en 1912
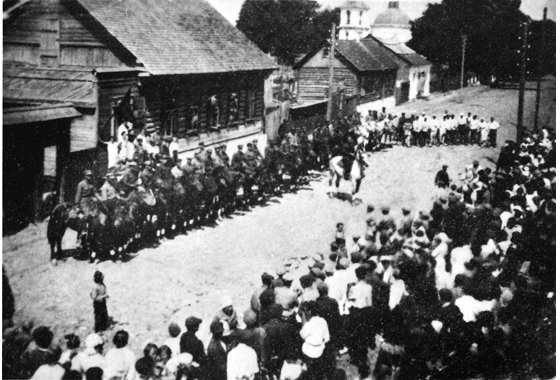
Desfile soviético en Drisa (1930)
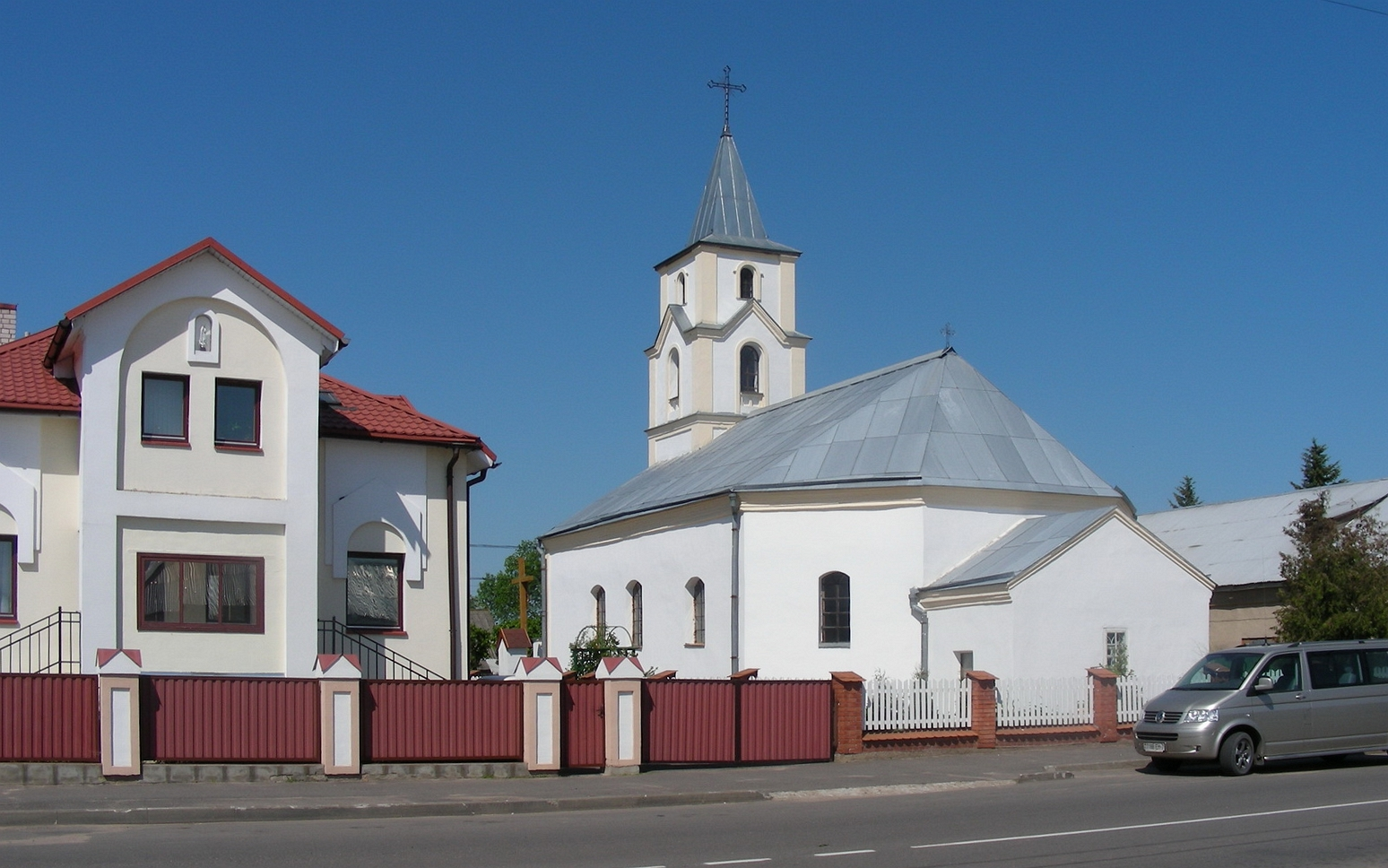
Iglesia católica de Vierjniadzvinsk
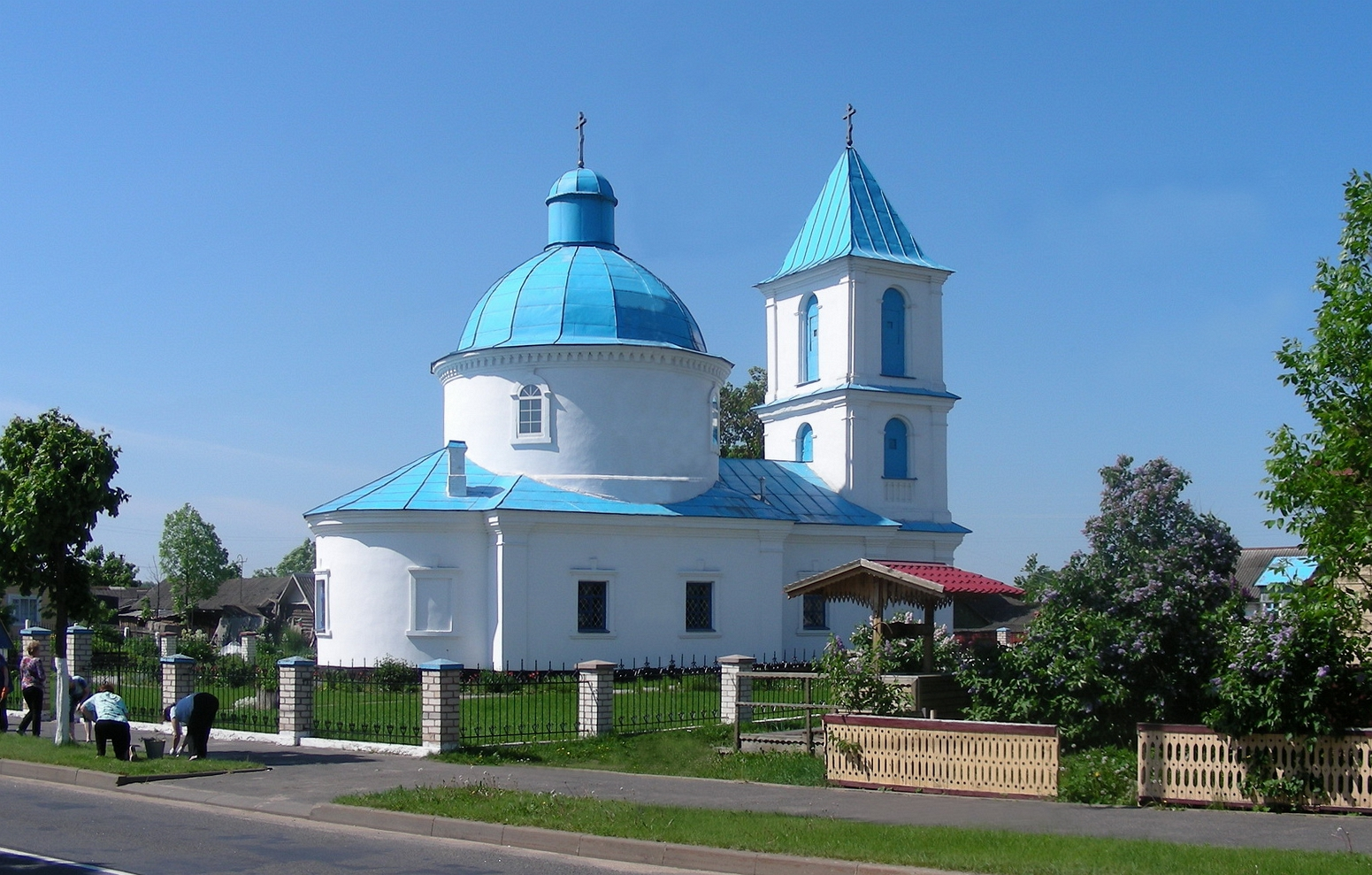
Iglesia de ortodoxa de San Nicolás
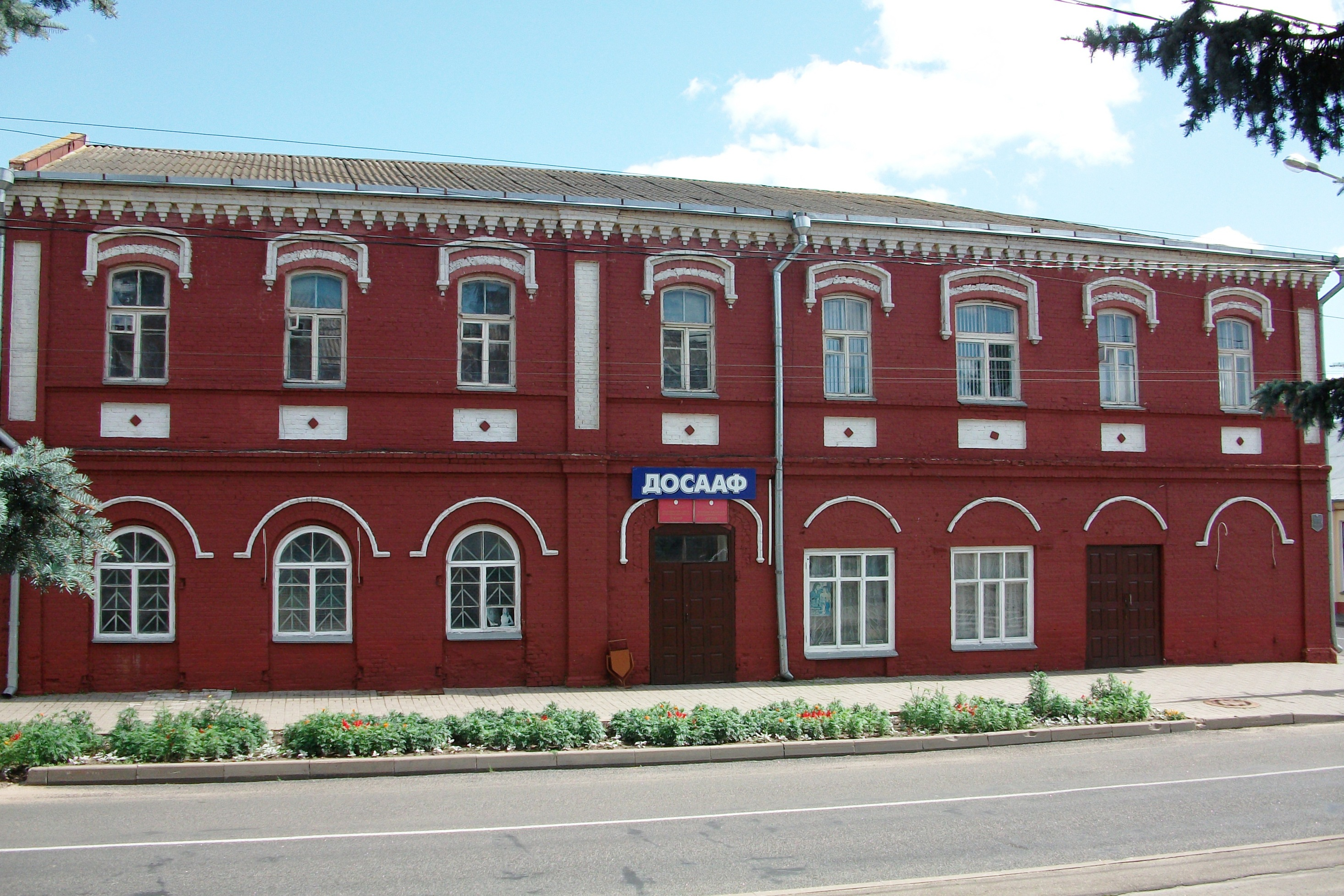
Edificio de principios del siglo XX